# Chakteal
Chakteal är en ort i Mexiko.   Den ligger i kommunen Chalchihuitán och delstaten Chiapas, i den sydöstra delen av landet, 700 km öster om huvudstaden Mexico City. Chakteal ligger 1 394 meter över havet och antalet invånare är 399.
Terrängen runt Chakteal är kuperad åt nordost, men åt sydväst är den bergig. Runt Chakteal är det ganska tätbefolkat, med 134 invånare per kvadratkilometer. Närmaste större samhälle är Simojovel de Allende, 19,2 km nordväst om Chakteal. Omgivningarna runt Chakteal är en mosaik av jordbruksmark och naturlig växtlighet.